# Nights in White Satin
Nights in White Satin è un singolo del gruppo inglese The Moody Blues, uscito nel 1967 e presente nell'album Days of Future Passed. La canzone è stata composta dal chitarrista del gruppo Justin Hayward.

## Il brano
Nights in White Satin è la sezione principale di The Night, brano conclusivo di Days of Future Passed. Sebbene la canzone venga tuttora ricordata a distanza di anni, essa non raggiunse subito la popolarità anche a causa della durata di cinque minuti e trentotto secondi (sette minuti e ventitré considerando anche Late Lament / Resolvement, parte finale di The Night), superiore alla lunghezza media di un singolo per l'epoca. Esistono due versioni denominate single edit, entrambe senza la partecipazione dell'orchestra, elemento invece predominante nella versione dell'album. La prima versione, la cui durata complessiva è di tre minuti e sei secondi, ha subito il taglio di numerose parti ed è stata realizzata da Redwave (pseudonimo di Justin Hayward). La seconda versione, realizzata sempre da Hayward, rimane invece più fedele all'originale e dura quattro minuti e ventisei secondi e ha raggiunto nel 1968 la prima posizione in Francia per quattro settimane e nei Paesi Bassi per due settimane. In Svizzera ha raggiunto la sesta posizione.
Una nuova versione della canzone fu pubblicata nel 1972, dopo il successo nelle classifiche di due canzoni dalla lunga durata come Hey Jude e Layla. Nights in White Satin riuscì così a raggiungere la posizione numero 2 negli Stati Uniti, diventando disco d'oro con un milione di copie vendute.
Invece nel Regno Unito raggiunse la posizione numero 9, mentre la prima pubblicazione nel 1967 arrivò solo alla 19.
Un'ultima versione del singolo fu pubblicata nel 1979, raggiungendo la posizione numero 14 nelle classifiche della Gran Bretagna.

## Cover
- Nel 1968 i Profeti resero omaggio ai Moody Blues con una cover di Nights in White Satin dal titolo Ho difeso il mio amore, pubblicata a marzo[2]; in seguito la stessa versione venne incisa dai Nomadi[3].
- Vi è anche un'interpretazione di Dalida (Cantagiro 1968) col titolo italiano di Un po' d'amore. Dalida portò in giro per il mondo questa canzone, sempre cantata in italiano, tra quelle da lei cantate in francese (es. Montréal, Canada), fino alla metà degli anni Settanta. Entrambe le cover hanno il testo di Daniele Pace.
- Nel 1973 il musicista brasiliano Eumir Deodato incluse una versione del brano nel LP Deodato2
- Nel 1976 Giorgio Moroder realizzò un intero album intitolato Knights in white satin che per tutta la prima facciata ripropone una versione disco-elettronica della canzone.
- Nel 1995 la cantante tedesca Sandra ha realizzato la sua versione del brano, inclusa in Fading Shades.
- Nel 2001, Ivana Spagna ne ha realizzato una cover contenuta nell'album La Nostra Canzone
- Nel 2004 Elena Ledda ne ha inciso una versione in lingua sarda, inclusa nell'album Amargura.
- Nel 2006 il gruppo neo-progressive polacco Quidam ne ha proposto una versione live nell'album ... bez pòlPRADU ... halfPLUGGED
- Nel 2014 il supergruppo rock progressivo statunitense Transatlantic ha reinterpretato il brano, incluso nell'edizione speciale dell'album Kaleidoscope.
- Nel 2016 il gruppo progressive metal texano Oceans of Slumber reinterpreta il brano nell'album Winter.
- Nel 2017 il celebre dj e produttore francese Mercer utilizza una parte della canzone come sample della sua canzone future house Qazar, realizzata tramite la label del dj, produttore e remixer olandese Oliver Heldens Heldeep Records. Anche il duo di dj e produttori canadesi Zeds Dead hanno utilizzato il brano come sample per una loro canzone, e quella canzone aveva come titolo proprio White Satin.
- Un campionamento del ritornello è utilizzato anche come intro della traccia Ipnosi del rapper italiano Enigma.
- A fine 2024 il gruppo italiano Planet Funk ha pubblicato una versione del brano riarrangiata in chiave dance.

## Altri utilizzi
La canzone è utilizzata come intro del film Dark Shadows di Tim Burton.
La canzone fa anche parte delle colonne sonore dei film Bronx (di Robert De Niro, 1993), Casinò (di Martin Scorsese, 1995), Detective Stone (di Tony Maylam, 1992) e L'Apollonide - Souvenirs de la maison close (di Bertrand Bonello, 2011).